# IOS 8
iOS 8 — операційна система, розроблена корпорацією Apple. Є восьмою версією iOS, ОС для мобільних пристроїв Apple. ОС була представлена компанією на WWDC 2 червня 2014. 17 вересня 2014 операційна система стала доступна для всіх користувачів. Нова система включає в себе додаток Health, який дозволяє стежити за своїм здоров'ям. Також в оновленій системі iOS з'явилася інтеграція сервісу з пошуку музики Shazam в голосової помічник Siri. iOS 8 зазнала незначних змін в дизайні.

## Нові можливості
- Фотографії — пошук по місцю та часу, а також нові можливості редагування фотографій[3].
- Повідомлення — можливість відправляти аудіозаписи та карту з місцезнаходженням в діалог. Тепер можна швидше переслати щойно зняті відеозаписи та фото, а також встановлювати функцію «Не турбувати» на потрібні діалоги[4].
- Quicktype — передбачає можливі за змістом слова, засновані на розмові, під час друкування пропозицій[5].
- Family Sharing — можна позначати до шести контактів як членів родини та швидко ділитися з ними фотографіями, покупками додатків та музики, місцеположенням та іншим[6].
- iCloud Drive — можливість зберігати в хмарі будь-які види файлів з подальшим їх редагуванням на різних пристроях[7].
- HealthKit — організація відомостей про здоров'я в одному додатку[8].
- Spotlight — пошук став більш глобальним та тепер можна шукати різну інформацію і за межами телефону/планшета[9].
- Віджети — тепер в Центр сповіщеннях можна встановлювати віджети від сторонніх розробників.
- Сторонні клавіатури — вперше компанія Apple дозволила стороннім розробникам створювати альтернативні клавіатури, які зможуть замінити стандартну клавіатуру.
- Handoff (Continuity) — при використанні OS X Yosemite можливий легкий перенос активностей між комп'ютером, iPhone та iPad, наприклад, можна почати писати лист на одному пристрої, а продовжити на іншому.

## Сумісність з пристроями
iOS 8 доступна для поновлення на наступних пристроях:
| iPhone - iPhone 4s - iPhone 5 - iPhone 5c - iPhone 5s - iPhone 6 - iPhone 6 Plus | iPad - iPad 2 - iPad 3 - iPad з дисплеєм Retina - iPad Air - iPad Air 2 - iPad mini - iPad mini з дисплеєм Retina - iPad mini 3 | iPod touch - iPod touch 5 |